# 國立嘉義特殊教育學校
國立嘉義特殊教育學校（簡稱：嘉特；英文：National Chiayi Special School），是一所位於臺灣嘉義市西區、專門招收智能障礙生的特殊教育學校，成立於1994年7月，當時名為「臺灣省立嘉義啟智學校」，後因精省改為「國立嘉義啟智學校」，最終於2014年8月1日改為現名。

## 爭議事件

### 虐待學生
2018年7月初，該校遭家長控訴並向教育部陳情，該校教師疑似以下列方式虐待學生：
- 餵食辣椒。
- 強迫學生把家長讓學生帶去學校吃的早餐丟棄。
- 威脅以菜刀剁手。
- 作業未寫完就禁止吃午餐。
- 頭戴紙尿布。
- 抓住學生的頭髮拖去撞牆。
- 到學生家裡拿走學生心愛的布偶，並且強迫學生親自剪破心愛的布偶。

嘉義地檢署依照強制罪起訴2名導師，其中一名導師因此被解聘。2019年2月，監察院調查後認為確有其事，並提出糾正案。2021年1月，嘉義地方法院在一審以罪證不足為由判決2名導師無罪。2021年10月，高雄高等行政法院認為解聘過程不合法，撤銷解聘處分。

## 歷任校長
| 任 次  | 姓 名  | 任 期                |
| 第一任 | 邱明發 | 1994年7月－1998年1月 |
| 第二任 | 詹木在 | 1998年2月－2002年1月 |
| 第三任 | 許吉堆 | 2002年2月－2006年1月 |
| 第四任 | 吳琇瑩 | 2006年2月－2013年7月 |
| 第五任 | 許碧雲 | 2013年8月－2021年5月 |
| 代理   | 陳威銓 | 2021年5月－2021年7月 |
| 第六任 | 陳錫輝 | 2021年8月至今        |

## 外部連結
- 國立嘉義特殊教育學校（页面存档备份，存于）